# Magnus Erikssons korståg
Magnus Erikssons korståg var ett krig mellan Sverige och Novgorod 1348–1351. Kriget är det första som är väldokumenterat i både svenska och novgorodiska källor.

## Ett nordiskt kungavälde
Magnus Eriksson valdes 1319 vid tre års ålder till svensk kung och ärvde samtidigt Norges krona. År 1332 övertog Sverige Skånelanden som pantlän. Kungamakten steg därmed till högre höjder än någonsin tidigare, vilket ändå fördunklades av skulden som följde av Skånelandens övertagande. Magnus red också på en våg av andra framgångar till 1340-talets slut. De ledande stormännen stod bakom honom och ett omfattande lagstiftningsarbete i Sverige stärkte centralmakten. Utrikespolitiskt lyckades Sverige 1341-1343 försvara sitt innehav av Skånelanden i Kalundborgskriget mot Danmark och Hansan.

## Öster och söder om Finska viken
I öster rådde lugn efter freden med Novgorod i Nöteborg 1323. För att skydda sig mot Moskva överlät Novgorod 1326 försvaret av sina västliga provinser till Litauen. År 1337 gjorde karelarna uppror mot deras hårda styre och hövitsmannen på Viborgs slott passade på tillfället att blanda sig i striderna. Svenskarna fick dock dra sig tillbaka och fred slöts 1339 i Lödöse mellan Sverige och Novgorod utan gränsändringar. 
Under 1300-talets första hälft ändrades handelsrutterna i öster genom att vattenleden från Finska viken längs floden Neva, över sjön Ladoga och längs floden Volchov till Novgorod gradvis förlorade sin betydelse och ersattes av landvägarna. Vintervägen som gick över Reval och Narva längs Lugas floddal till Novgorod användes efterhand allt mer.
Det danska innehavet av Estland var svagt och de baltiska handelsstädernas ställning var stark. Detta uppmärksammades i Sverige 1336 genom att fogden på Viborgs slott Peter Jonsson beviljade Revals borgare rätt till fri handel vid Viborgska viken. Då esterna 1343 gjorde uppror mot det danska styret försökte länsherren i Finland Dan Niklisson blanda sig i det som hände. Tyska orden ingrep dock och danskarna återfick makten. Sverige slöt i september 1343 fred med Estland och staden Reval samt 1344 med de danska herrarna och Tyska orden. År 1346 köpte Tyska orden Estland av Danmark. För Sveriges del  återstod att driva sina intressen genom att utnyttja handelsstädernas egennytta och tvisterna mellan ärkebiskopen i Riga och Tyska orden.

## Korstågsideologin
Under påverkan från kontinenten utvecklades i Sverige under första hälften av 1300-talet ett starkt intresse för korståg. Gränsen mot Novgorod var ännu inte fast och frälset såg ett intresse i att erövra och befolka nya områden för att uppnå makt och inkomster. Även i Norge fanns ett intresse att expandera på Novgorods bekostnad. Påvedömet var samtidigt intresserat av korståg men inte längre riktade till Palestina utan via Svarta havet till Ryssland. Påven var därför öppen för en andra front i norr och den svenske kungen fick 1324 hälften av korstågstiondet för detta ändamål. Biskoparna kunde lätt entusiasmeras för tanken och en framgång kunde ge dem nya troende, jordegendomar och kyrkoskatter. Överlag fanns en viss andlig fanatism som i Sverige företräddes främst av drottningens hovmästarinna Birgitta Birgersdotter som efter 1344 började sprida sina uppenbarelser.  Birgitta hämtade sina föreställningar om korståg ur legender, främst Erik den heliges legend. Med Bernhard av Clairvaux ansåg hon att ett korståg var bäst lämpat för att förädla herreklassen och samtidigt utnyttja deras stridsförmåga i kristenhetens tjänst. Kungen borde endast välja ut sådana krigare som var verkligt kristna. Armén skulle inte bara vara liten utan åtföljas av präster som kunde döpa hedningarna frivilligt eller genom tvång. I armén fick bara ingå kungens egna män, inte utlänningar. Magnus följde Birgittas råd eftersom hon var ett erkänt gudomligt språkrör, andlig auctoritas  (auktoritet). Genom att förklara att ingrer och kareler ville bli katoliker och hotades av de schismatiska ryssarna hade man en iusta causa  (rättfärdig orsak). Om rekryteringen av krigare skedde enligt Birgittas anvisningar var även kravet på rectae intentiones  (rättfärdiga avsikter) tillgodosett. 

## Förberedelser inför korståget
Magnus relation till Hansan reglerades genom en fred 1343 i Helsingborg. Detta följdes 1344 av att Lybecks gamla privilegier bekräftades och staden betonade sin vänskap med Sverige. På våren 1345 slöts i Stralsund ett förbund inom Hansan mot sjöröveri men det var riktat mot de ryska makthavarna. År 1346 lovade kung Magnus i sitt testamente att göra ett korståg. Då Danmark samma år sålde Estland till Tyska orden vändes Magnus uppmärksamhet på allvar mot Finska viken. Centralmaktens ställning i Finland hade stärkts 1345 genom införandet av det kyrkliga tiondet i svenska Karelen. Möjligen utbröt strider mellan Novgorod och Sverige redan 1346 men det är osäkert. I början av år 1347 vistades Magnus i Åbo och utsåg Gereke Skytte till ståthållare i Finland vilket stärkte Magnus grepp om landet. År 1347 stadfäste påven Magnus innehav av Skånelandskapen. Samma år lyckades Magnus övertala de norska stormännen att delta i det heliga korståget trots att de först stod emot. Medan krigståget förbereddes i Sverige reste Magnus över till Finland där han tillbringade vintern. 

## Krigståget år 1348
Till pingsten 1348 hade Magnus återvänt till Sverige och hans flotta avseglade österut. I korsfarargruppen ingick mot Birgittas anvisningar danska och tyska legosoldater samt greve Heinrich av Rendsburg, en internationell krigare. Magnus hade kallat Novgorods representanter till Viborg. Där ville han och hans medföljande präster, såsom Birgitta hade krävt, diskutera vilken trosinriktning som var bättre. Novgorods företrädare hänvisade svenskarna till patriarken i Konstantinopel därifrån de själva hade fått sin trosinriktning. Enligt ryska krönikor men inte enligt svenska källor berättas att det svenska rytteriet därefter red mot Luga och landsvägen mellan Narva och Novgorod. Där besegrades svenskarna av novgoroderna på fältet Zjabtjeje pole. Svenskarna sägs ha förlorat 500 man medan novgoroderna endast förlorade tre. Korstågsarmén vände sig sedan mot Nöteborg och erövrade fästningen efter sex veckors belägring. Svenskarna behöll några pantfångar men lät i övrigt borgbesättningen avtåga efter att den hade tvångsdöpts. Svenskarnas framgång underlättades av att Tyska orden hade angripit Pskov och att Novogorods litauiska gränstrupper var upptagna där. Svenskarna bedrev tvångsomvändelse också i Nöteborgs omgivning och en del av den svenska flottan seglade ända till Kexholm utan något resultat. Kungen själv återvände till Sverige strax efter att Nöteborg hade erövrats.
Nöteborgs fall var ett allvarligt hot mot Novgorods handel och redan efter två veckor stod en novgorodsk här utanför murarna och en belägring inleddes. Novgoroderna fick inte hjälp vare sig från Moskva eller Pskov varför belägringen blev lång. Först i slutet av februari lyckades novgoroderna med hjälp av bland annat blidor återta fästningen. Under vintern låg kriget nere och troligen slöt Sverige och Novgorod vapenstillestånd i Reval i april 1349 då flera av Sveriges förnämsta män befann sig där. Novgoroderna tycks ändå ha angripit Norges norra delar. Magnus försökte få till stånd en handelsblockad mot Novgorod, vilket resulterade i ett privilegiebrev riktat till Hansan att de skulle få handla fritt i Östersjön bara de inte handlade med Novgorod.

## Krigståget 1350
Under år 1350 rustade Magnus för ett andra fälttåg i öster men hade problem med digerdöden som efter att ha drabbat Norge 1349 kom till Sverige 1350. Trots rikets ekonomiska problem värvade Magnus utländskt krigsfolk till fälttåget. I början av fastetiden gjorde Magnus en pilgrimsresa till Trondheim, vilket troligen också var en förberedelse för kriget. I juni 1350 lovade hövitsmannen i Finland Gereke Skytte borgarna i Reval att de skulle ha säkerhet för kung Magnus bara de inte handlade på Novgorod. För att finansiera fälttåget var Magnus tvungen att ta upp ett lån av påven med landets biskopar som garanter. I augusti 1350 var korsfararna färdiga att resa över havet. Magnus varnades för att novgoroderna hade en stor armé vid Nöteborg varför han ledde tåget till Koporje. Därifrån var Magnus krigare tvungna att dra sig tillbaka till kusten och, då de blev omringade där, inskeppade de sig och avseglade. Flottan drabbades dock av ett oväder och skingrades.

## Handelsblockaden som vapen
Senast i början av december 1350 var Magnus i Reval. Han skulle under fem månader förhandla med Tyska orden, biskoparna och städerna om att ställa sig bakom kriget mot Novgorod. Han försökte på alla sätt få dem att hålla en handelsblockad mot Novgorod. Samtidigt försökte hans agenter vid påvehovet utverka stöd därifrån. Magnus tvekade inte att använda maktspråk för att nå sina syften. Av ett brev från Dorpat till Lybeck den 15 januari 1351 framgår att Magnus hade fängslat köpmännen i Reval och tagit deras gods och hotade med att göra detsamma i Dorpat. Biskopen i Dorpat lyckades dock förhandla med Magnus så att villkoren blev mildare. Bättre gick det för Magnus i Riga där köpmännen godtog hans krav. Han beviljade staden den 18 februari nya privilegier och gav staden sitt beskydd. I mars 1351 sammanträdde de ledande stormännen i Norge och Sverige i Jönköping och diskuterade möjligheterna att av påven få låna insamlade korstågstionden från deras länder. Visby uppmanades särskilt att ställa sina skepp och trupper till kungens förfogande. Under mars och april uppehöll sig Magnus i Hapsal.
Påven utfärdade den 15 mars 1351 en rad skrivelser som berörde läget vid Östersjön. Den första påbjöd ett fyraårigt tionde av alla andliga inkomster men hälften skulle gå till kungen som hjälp i kriget mot ryssarna. I det andra brevet uppmanades biskoparna i Ösel och Dorpat samt domprosten i Riga att se till att ingen sålde vapen och livsmedel till novgoroderna. I det tredje brevet uppmanades Tyska orden att stöda kung Magnus i hans östpolitik. I den fjärde skrivelsen uppmanades biskoparna i de nordiska länderna att predika korståg mot novgoroderna. En vecka senare angrep novgoroderna Viborg och brände förstaden. Svenskarna gjorde ett utfall från borgen men måste dra sig tillbaka. Novgoroderna härjade i omgivningarna men måste ge upp sin belägring av själva borgen, som var för starkt befäst för dem.  Före den 13 maj lämnade kung Magnus Estland och då hade han redan slutit ett stilleståndsavtal i Dorpat med novgoroderna och utväxlat fångar. I april och maj skänkte Magnus åt Padis kloster olika förmåner i Borgå vilket har tolkats som en strävan att stärka sitt inflytande i Estland.

## Korstågstanken uppges
Efter kungens återkomst till hemlandet tycks en brytning ha uppkommit mellan Birgitta och Magnus. På sommaren godkände Magnus det stora lånet från påven. I september 1351 tog Magnus Rigas ärkebiskop och hela stiftet under sitt beskydd, vilket visar att han ännu hade intressen i Baltikum. Under år 1352 förstärkte Novgorod fästningarna Nöteborg och Kexholm men i praktiken var kriget slut efter fångutväxlingen i Dorpat. Ännu under år 1353 planerade Magnus ett korståg men trots påvligt stöd rann det ut i sanden. Rikets ekonomi var försvagad efter köpet av Skånelanden, digerdöden och kriget i öster. Då påven år 1355 krävde tillbaka lånet hjälpte inga åtgärder längre utan stormännen gjorde följande år uppror mot Magnus, som fick sin son Erik som medkonung.